# Cassidy Janson
Cassidy Janson (Londra, 30 luglio 1980) è un'attrice e cantante inglese, nota soprattutto come interprete di musical a Londra.

## Biografia
Nata e cresciuta a Londra, Cassidy Janson ha cominciato a recitare regolarmente sulle scene londinesi a partire dai primi anni duemila, ottenendo un primo discreto successo nel 2005 con la prima britannica del musical di Jonathan Larson Tick, Tick... Boom! in scena alla Menier Chocolate Factory con Neil Patrick Harris. L'anno successivo invece fece il suo debutto nel West End londinese, recitando nell'ensemble del musical Wicked, all'Apollo Victoria Theatre; la Janson rimase nel cast per tre anni, durante i quali fu promossa a sostituta del ruolo della protagonista Elphaba. Dal 2009 al 2010 recitò invece nel musical Avenue Q, mentre nel 2011 fu la prima interprete del ruolo di Maggie Saunders nel musical Lend me a Tenor, sempre nel West End di Londra. Sempre nel 2011 interpretò Amy in un revival del musical di Stephen Sondheim Company in scena alla Southwark Playhouse con Rupert Young e Siobhán McCarthy.
Nel 2013 tornò a recitare alla Menier Chocolate Factory, questa volta nell'operetta di Leonard Bernstein Candide, in cui interpretava la cameriera Paquette accanto a Fra Fee, Scarlett Strallen e David Thaxton. L'anno successivo recitò anche accanto a Cynthia Erivo nel musical Dessa Rose ai Trafalgar Studios. Janson raggiunse il successo sulle scene londinesi nel 2015, quando fu scelta per interpretare Carole King nel musical Beautiful: The Carole King Musical, in scena all'Aldwych Theatre. L'attrice rimase nel cast dello show per quasi due anni di repliche, ottenendo recensioni molto positive. Al successo di Beautiful seguirono altri ruoli principali in produzioni di altro profilo. Nel 2018 fece infatti il suo debutto al London Coliseum in un allestimento semi-scenico del musical Chess, in cui recitava nel ruolo della protagonista femminile Florence accanto a Michael Ball ed Alexandra Burke. L'anno successivo tornò a calcare le scene del Coliseum in un revival di Man of La Mancha con Kelsey Grammer nel ruolo principale e la Janson che si alternava a Danielle de Niese nel ruolo di Aldonza.
Nel 2019 il suo album d'esordio Cassidy fu messo in commercio dalla BMG Rights Management e il CD comprendeva dodici pezzi scritti dalla stessa Janson e un tredicesimo composto appositamente per lei da Carole King. Sempre nel 2019, l'attrice si unì al cast della prima del musical & Juliet, in scena al Shaftesbury Theatre di Londra. Per la sua interpretazione nel ruolo di Anne Hathaway, la moglie di William Shakespeare, Cassidy Janson ha vinto il Laurence Olivier Award alla miglior attrice non protagonista in un musical. Dopo la chiusura dei teatri causata dalla pandemia di COVID-19, nel 2021 torna sulle scene londinesi per recitare nella pièce di Agatha Christie Trappola per topi nel West End londinese.

## Filmografia parziale
- Casualty - serie TV, 1 episodio (2011)